# Schinkel
Schinkel település Németországban, Schleswig-Holstein tartományban. Lakosainak száma 1012 fő (2023. december 31.).

## Népesség
A település népességének változása:
| Lakosok száma | 824  | 1037 | 1015 | 1015 | 1026 | 1012 |
|               | 1975 | 2017 | 2019 | 2021 | 2022 | 2023 |